# Société médicale du Massachusetts
La Société médicale du Massachusetts  (en anglais : Massachusetts Medical Society ou MMS) est la plus ancienne organisation de médecins des États-Unis. Elle fut créée en 1781 par l'État du Massachusetts. Organisation à but non lucratif depuis 1994,,, elle s'est fixé comme objectif de faire avancer la recherche médicale et de défendre les meilleures pratiques en matière de soins médicaux aux Massachusetts. La MMS est propriétaire de la revue médicale The New England Journal of Medicine (NEJM), qu'elle a rachetée en 1928.